# Torneo de las Seis Naciones 2011

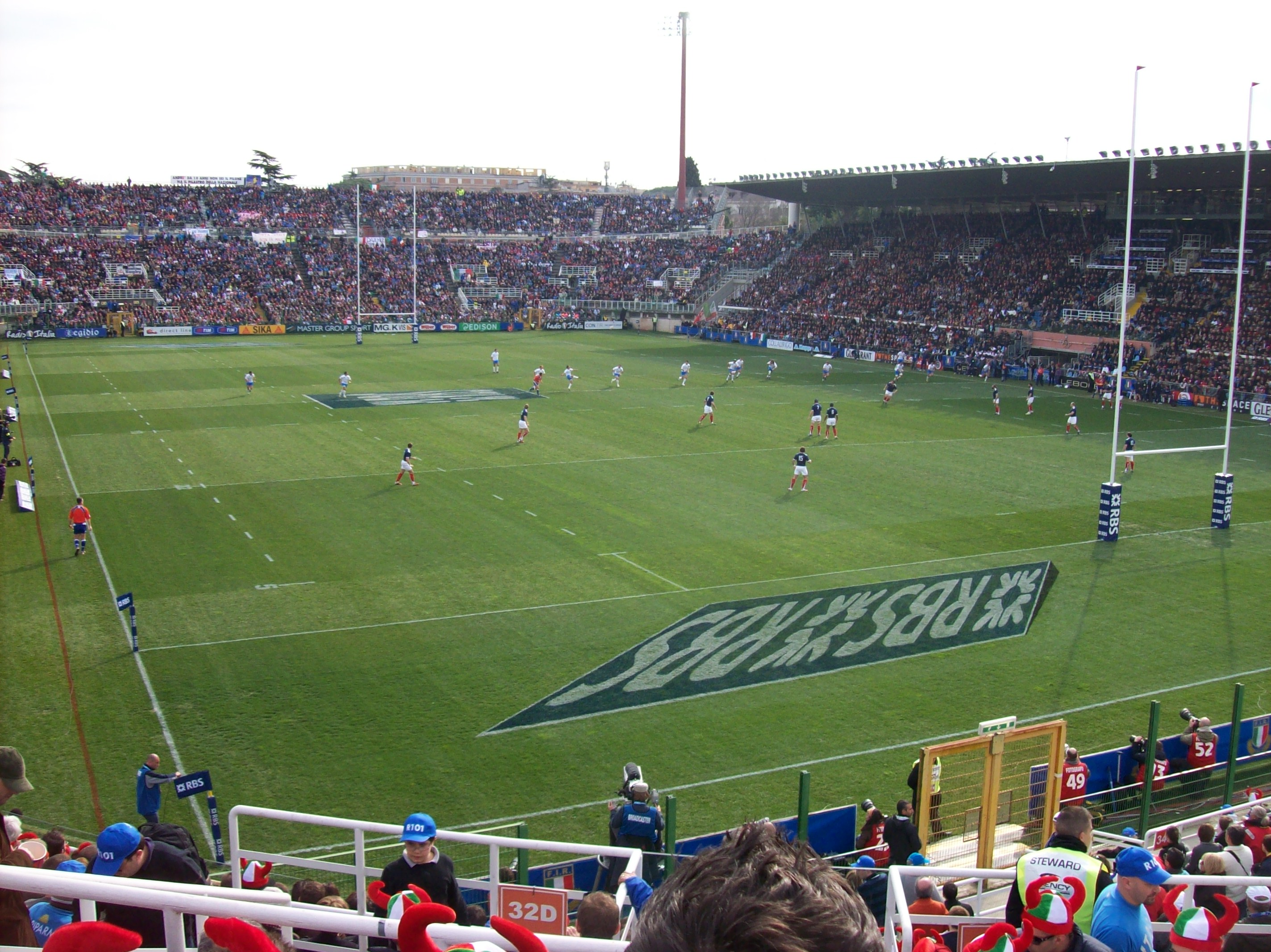
Partido entre Francia e Italia.

El Torneo de las Seis Naciones 2011 de rugby, o también denominado 2011 RBS 6 Nations debido al patrocinio del Bank of Scotland, es la duodécima edición del Torneo de las Seis Naciones. El torneo se realiza entre el 4 de febrero de 2011 y el 19 de marzo de 2011.
Entre las novedades de esta edición cabe mencionar el estreno de un nuevo escenario, el Aviva Stadium de Dublín, que será el nuevo estadio para los partidos que dispute como local la selección irlandesa.

## Países participantes
| Selección  | Estadio local      | Ciudad    | Entrenador      | Capitán           |
| ---------- | ------------------ | --------- | --------------- | ----------------- |
| Inglaterra | Twickenham         | Londres   | Martin Johnson  | Mike Tindall      |
| Francia    | Stade de France    | París     | Marc Lièvremont | Thierry Dusautoir |
| Irlanda    | Aviva Stadium      | Dublín    | Declan Kidney   | Brian O'Driscoll  |
| Italia     | Stadio Flaminio    | Roma      | Nick Mallett    | Sergio Parisse    |
| Escocia    | Murrayfield        | Edimburgo | Andy Robinson   | Al Kellock        |
| Gales      | Millennium Stadium | Cardiff   | Warren Gatland  | Matthew Rees      |

## Clasificación
| Posición | País       | Partidos | Partidos | Partidos | Partidos | Puntos  | Puntos   | Puntos | Puntos | Tabla de puntos |
| Posición | País       | J.       | G.       | E.       | P.       | A favor | En cont. | Dif.   | Tries  | Tabla de puntos |
| -------- | ---------- | -------- | -------- | -------- | -------- | ------- | -------- | ------ | ------ | --------------- |
| 1        | Inglaterra | 5        | 4        | 0        | 1        | 132     | 81       | +51    | 12     | 8               |
| 2        | Francia    | 5        | 3        | 0        | 2        | 117     | 91       | +26    | 6      | 6               |
| 3        | Irlanda    | 5        | 3        | 0        | 2        | 93      | 81       | +12    | 7      | 6               |
| 4        | Gales      | 5        | 3        | 0        | 2        | 95      | 89       | +6     | 8      | 6               |
| 5        | Escocia    | 5        | 1        | 0        | 4        | 82      | 109      | -27    | 6      | 2               |
| 6        | Italia     | 5        | 1        | 0        | 4        | 70      | 138      | -68    | 6      | 2               |

## Premios especiales
- Grand Slam: No otorgado
- Triple Corona: No otorgada
- Copa Calcuta:  Inglaterra
- Trofeo Giuseppe Garibaldi:  Italia
- Millennium Trophy:  Irlanda
- Centenary Quaich:  Irlanda
- Cuchara de madera: No otorgada

## Calendario de partidos[1]

### 1.ª Jornada
| 4 de febrero de 2011 19:45 GMT | Gales                                                                                           | 19 - 26 | Inglaterra                                                                                              | Millennium estadio, Cardiff,                                        |                                                                     |
|                                | try: Stoddart 60' c · con: Jones (1/1) · pen: Jones (3) 22', 29', 43' · Hook 70' · Mitchell 46' | Reporte | try: Ashton (2) 15' c, 57' c · con: Flood (2/2) · pen: Flood (3) 18', 32', · Wilkinson 67' · Deacon 28' | Asistencia: 74.276 espectadores Árbitro(s): Alain Rolland (Irlanda) | Asistencia: 74.276 espectadores Árbitro(s): Alain Rolland (Irlanda) |

| 5 de febrero de 2011 14:30 GMT | Italia                                  | 11-13   | Irlanda                                                                                    | Stadio Flaminio, Roma,                                             |                                                                    |
|                                | try: McLean 75' pen: Bergamasco 6', 40' | Reporte | try: O'Driscoll 44' c · con: Sexton (1/1) · pen: Sexton 28' · drop: O'Gara 78' · Leamy 73' | Asistencia: 32.000 espectadores Árbitro(s): Romain Poite (Francia) | Asistencia: 32.000 espectadores Árbitro(s): Romain Poite (Francia) |

| 5 de febrero de 2011 17:00 GMT | Francia | 34 - 21 | Escocia                                                                    | Stade de France, París,                                               |                                                                       |
|                                | try: Médard 2' c Ensayo de castigo 29' c Harinordoquy 54' c Traille 68' c con: Parra (2/2) Yachvili (2/2) pen: Yachvili 79' drop: Trinh-Duc 9' | Reporte | try: Kellock 18' c Brown 60' c Lamont 75' c con: Parks (2/2) Jackson (1/1) | Asistencia: 81.337 espectadores Árbitro(s): Wayne Barnes (Inglaterra) | Asistencia: 81.337 espectadores Árbitro(s): Wayne Barnes (Inglaterra) |

### 2.ª Jornada
| 12 de febrero de 2011 14:30 GMT | Inglaterra | 59 - 13 | Italia                                                                                        | Twickenham, Londres,                                                  |                                                                       |
|                                 | try: Ashton 3' c, 25' c, 54' c, 76' c Cueto 30' c Tindall 35' c Care 58' c Haskell 72' c con: Flood (5/5) Wilkinson (3/3) pen: Flood (1/1) 10' | Reporte | try: Ongaro 3' c · con: Bergamasco (1/1) · pen: Bergamasco (2/3) 4'. 12' · Castrogiovanni 43' | Asistencia: 80.810 espectadores Árbitro(s): Craig Joubert (Sudáfrica) | Asistencia: 80.810 espectadores Árbitro(s): Craig Joubert (Sudáfrica) |

| 12 de febrero de 2011 17:00 GMT | Escocia                   | 6 - 24  | Gales                                                                                                 | Murrayfield, Edimburgo,                                             |                                                                     |
|                                 | pen: Parks (2/3) 31', 58' | Reporte | try: Williams 8'c, 70 · con: Hook (1/1) · pen: Hook (4/5) 13', 18', 21', 65' · Davies 23' · Byrne 27' | Asistencia: 60.259 espectadores Árbitro(s): George Clancy (Irlanda) | Asistencia: 60.259 espectadores Árbitro(s): George Clancy (Irlanda) |

| 13 de febrero de 2011 15:00 GMT | Irlanda                                                                                    | 22 - 25 | Francia                                                                                           | Estadio Aviva, Dublín,                                                |                                                                       |
|                                 | try: McFadden 5' c O'Leary 37' Heaslip 67'c con: Sexton (1/2) O'Gara (1/1) pen: Sexton 15' | Reporte | try: Médard 54' c con: Yachvili (1/1) pen: Parra (5/5) 10', 18', 20', 27', 48' Yachvili (1/2) 62' | Asistencia: 51.000 espectadores Árbitro(s): Dave Pearson (Inglaterra) | Asistencia: 51.000 espectadores Árbitro(s): Dave Pearson (Inglaterra) |

### 3.ª Jornada
| 26 de febrero de 2011 14:30 GMT | Italia                                                      | 16 - 24 | Gales                                                                                          | Stadio Flaminio, Roma,                                                |                                                                       |
|                                 | try: Canale 5' Parisse 52' pen: Bergamasco (2/2) 12', 26' m | Reporte | try: Stoddart 9'm Warburton 13'c con: S Jones (1/2) pen: S Jones 3', 38', 40+2' drop: Hook 73' | Asistencia: 32.000 espectadores Árbitro(s): Wayne Barnes (Inglaterra) | Asistencia: 32.000 espectadores Árbitro(s): Wayne Barnes (Inglaterra) |

| 26 de febrero de 2011 17:00 GMT | Inglaterra                                           | 17 - 9  | Francia                    | Twickenham, Londres,                                                |                                                                     |
|                                 | try: Foden 42' pen: Flood 5', 13', 17' Wilkinson 52' | Reporte | pen: Yachvili 7', 19', 22' | Asistencia: 82.107 espectadores Árbitro(s): George Clancy (Irlanda) | Asistencia: 82.107 espectadores Árbitro(s): George Clancy (Irlanda) |

| 27 de febrero de 2011 15:00 GMT | Escocia                                                                       | 18 - 21 | Irlanda                                                              | Murrayfield, Edimburgo,                                         |                                                                 |
|                                 | pen: Paterson 16', 17', 32', 58' · Parks 66' · drop: Parks 70' · Jacobsen 44' | Reporte | try: Heaslip 6' Reddan 29' O'Gara 53' con: (3/3) O'Gara 6', 29', 53' | Asistencia: 63.082 espectadores Árbitro(s): Nigel Owens (Gales) | Asistencia: 63.082 espectadores Árbitro(s): Nigel Owens (Gales) |

### 4.ª Jornada
| 12 de marzo de 2011 14:30 GMT | Italia                                                                       | 22-21   | Francia                                                             | Stadio Flaminio, Roma,                                                     |                                                                            |
|                               | try: Masi 59' c con: Bergamasco (1/1) pen: Bergamasco 1', 23', 63', 70', 75' | Reporte | try: Clerc 14' Parra 50'c con: Parra (1/2) pen: Parra 19', 44', 66' | Asistencia: 33.000 espectadores Árbitro(s): Bryce Lawrence (Nueva Zelanda) | Asistencia: 33.000 espectadores Árbitro(s): Bryce Lawrence (Nueva Zelanda) |

| 12 de marzo de 2011 17:00 GMT | Gales                                                                    | 19-13   | Irlanda                                                    | Millenium estadio, Cardiff,                                             |                                                                         |
|                               | try: Phillips 50'c con: Hook (1/1) pen: Hook 19', 27', 68' Halfpenny 38' | Reporte | try: O'Driscoll 2'c con: O'Gara (1/1) pen: O'Gara 32', 40' | Asistencia: 73.856 espectadores Árbitro(s): Jonathan Kaplan (Sudáfrica) | Asistencia: 73.856 espectadores Árbitro(s): Jonathan Kaplan (Sudáfrica) |

| 13 de marzo de 2011 15:00 GMT                                                                  | Inglaterra                                                                       | 22-16   | Escocia                                                                                         | Twickenham, Londres,                                                                         |                                                                                              |
|                                                                                                | try: Croft 67'c con: Wilkinson (1/1) pen: Flood 15', 23', 29', 57' Wilkinson 79' | Reporte | try: Evans 74'c · con: Paterson (1/1) · pen: Paterson 3', 20' · drop: Jackson 40' · Barclay 56' | Asistencia: 82.120 espectadores Árbitro(s): Romain Poîte (Francia) / Jerome Garces (Francia) | Asistencia: 82.120 espectadores Árbitro(s): Romain Poîte (Francia) / Jerome Garces (Francia) |
| En el minuto 58, el árbitro Romain Poite fue remplazado por Jerome Garcés debido a una lesión. |                                                                                  |         |                                                                                                 |                                                                                              |                                                                                              |

### 5.ª Jornada
| 19 de marzo de 2011 14:30 GMT | Escocia                                                               | 21 - 8  | Italia                            | Murrayfield, Edimburgo,                                             |                                                                     |
|                               | try: De Luca 46' Walker 54' con: Paterson (1/2) pen: Paterson 3', 67' | Reporte | try: Masi 10' pen: Bergamasco 30' | Asistencia: 42.464 espectadores Árbitro(s): Steve Walsh (Australia) | Asistencia: 42.464 espectadores Árbitro(s): Steve Walsh (Australia) |

| 19 de marzo de 2011 17:00 GMT | Irlanda                                                                       | 24 - 8  | Inglaterra                                      | Aviva estadio, Dublín,                     |                                            |
|                               | try: Bowe 27' O'Driscoll 46'c con: Sexton (1/2) pen: Sexton 6', 14', 22', 37' | Reporte | try: Thompson 52' · pen: Flood 31' · Youngs 35' | Árbitro(s): Bryce Lawrence (Nueva Zelanda) | Árbitro(s): Bryce Lawrence (Nueva Zelanda) |

| 19 de marzo de 2011 19:45 GMT | Francia                                                                   | 28 - 9  | Gales                             | Stade de France, París,                                               |                                                                       |
|                               | try: Nallet 37', 44'c Clerc 58'c con: Parra (2/3) pen: Parra 7', 25', 52' | Reporte | pen: Hook 2', 42', 48' · Hook 56' | Asistencia: 79.798 espectadores Árbitro(s): Craig Joubert (Sudáfrica) | Asistencia: 79.798 espectadores Árbitro(s): Craig Joubert (Sudáfrica) |